# Filmes de 1950 da Monogram Pictures

## Filmes do ano
| Título                            | Estrelado por     | Dirigido por       | Gênero   |
| --------------------------------- | ----------------- | ------------------ | -------- |
| A Modern Marriage                 | Reed Hadley       | Paul Landres       | Drama    |
| Arizona Territory                 | Whip Wilson       | Wallace Fox        | Faroeste |
| Big Timber                        | Roddy McDowall    | Jean Yarbrough     | Ação     |
| Blue Grass of Kentucky            | Bill Williams     | William Beaudine   | Drama    |
| Blues Busters                     | The Bowery Boys   | William Beaudine   | Comédia  |
| Bomba and the Hidden City         | Johnny Sheffield  | Ford Beebe         | Aventura |
| Blonde Dynamite                   | The Bowery Boys   | William Beaudine   | Comédia  |
| Call of the Klondike              | Kirby Grant       | Frank McDonald     | Aventura |
| Cherokee Uprising                 | Whip Wilson       | Lewis Collins      | Faroeste |
| County Fair                       | Rory Calhoun      | William Beaudine   | Drama    |
| Father Makes Good                 | Raymond Walburn   | Jean Yarbrough     | Comédia  |
| Father’s Wild Game                | Raymond Walburn   | Herbert I. Leeds   | Comédia  |
| Fence Riders                      | Whip Wilson       | Wallace Fox        | Faroeste |
| Gunslingers                       | Whip Wilson       | Wallace Fox        | Faroeste |
| Hot Rod                           | James Lydon       | Lewis Collins      | Drama    |
| Humphrey Takes a Chance           | Joe Kirkwood      | Jean Yarbrough     | Comédia  |
| Jiggs and Maggie Out West         | Joe Yule          | William Beaudine   | Comédia  |
| Joe Palooka in the Squared Circle | Joe Kirkwood      | Reginald LeBorg    | Comédia  |
| Joe Palooka Meets Humphrey        | Joe Kirkwood      | Jean Yarbrough     | Comédia  |
| Killer Shark                      | Roddy McDowall    | Budd Boetticher    | Aventura |
| Law of the Panhandle              | Johnny Mack Brown | Lewis Collins      | Faroeste |
| Lucky Losers                      | The Bowery Boys   | William Beaudine   | Comédia  |
| Mystery at the Burlesque          | Garry Marsh       | Val Guest          | Suspense |
| Outlaw Gold                       | Johnny Mack Brown | Wallace Fox        | Faroeste |
| Outlaws of Texas                  | Whip Wilson       | Thomas Carr        | Faroeste |
| Over the Border                   | Johnny Mack Brown | Wallace Fox        | Faroeste |
| Sideshow                          | Don McGuire       | Jean Yarbrough     | Suspense |
| Silver Raiders                    | Whip Wilson       | Wallace Fox        | Faroeste |
| Six Gun Mesa                      | Johnny Mack Brown | Wallace Fox        | Faroeste |
| Snow Dog                          | Kirby Grant       | Frank McDonald     | Aventura |
| Square Dance Katy                 | Vera Vague        | Jean Yarbrough     | Musical  |
| The Lost Volcano                  | Johnny Sheffield  | Ford Beebe         | Aventura |
| The Silk Noose                    | Carole Landis     | Edmond T. Greville | Suspense |
| Triple Trouble                    | The Bowery Boys   | Jean Yarbrough     | Comédia  |
| West of Wyoming                   | Johnny Mack Brown | Wallace Fox        | Faroeste |
| Young Daniel Boone                | David Bruce       | Reginald LeBorg    | Faroeste |